# Philippe Auber
Philippe Henry Auber, francoski dirkač.
Philippe Auber je na dirkah za Veliko nagrado prvič sodeloval v sezoni 1926, ko je na dirki Grand Prix de la Marne z dirkalnikom Bugatti T37A, s katerim je dirkal celotno kariero, osvojil četrto mesto. V zgodovino pa se je zapisal kot trikratni zmagovalec dirke za Veliko nagrado Pikardije, ki jo je dobil v letih 1927, 1928 in 1929. V sezoni 1928 je dosegel še tretje mesto na dirki Grand Prix de la Marne, svojo zadnjo zmago je dosegel na isti dirki Grand Prix de la Marne v razredu Voiturette v sezoni 1931, po naslednji dirki za Veliko nagrado Dieppa, na kateri je odstopil, pa se je upokojil kot dirkač. 